# Jerzy Ossowski (prawnik)

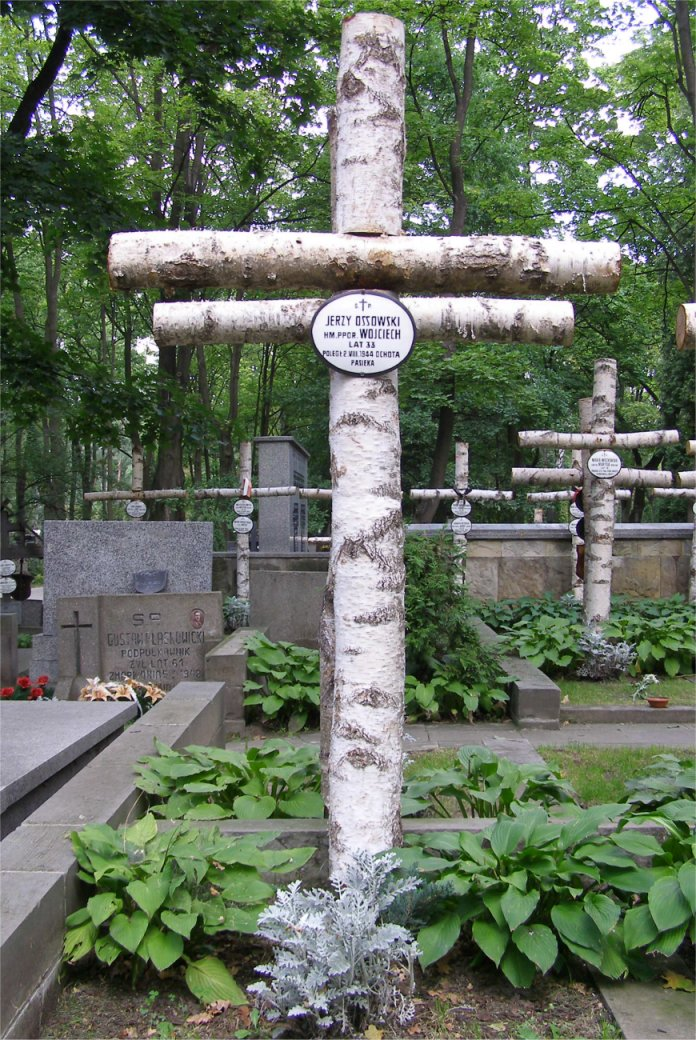
Grób na Cmentarzu Wojskowym na Powązkach w Warszawie

Jerzy Ossowski (ur. 23 lutego 1911 w Krakowie, zm. 2 sierpnia 1944 w Warszawie) – polski prawnik i socjolog, instruktor harcerski.

## Życiorys
Urodził się w rodzinie Stefana (1874–1936), inżyniera elektryka, przemysłowca, ministra przemysłu i handlu w 1922 i 1923, oraz Heleny z Sulikowskich h. Sulima (1874–1945).
Przez rok studiował na Wydziale Elektrycznym Politechniki Warszawskiej, po czym przeniósł się na Wydział Prawa Uniwersytetu Warszawskiego, który ukończył w 1935. W czasie studiów założył i został pierwszym przewodniczącym Koła Socjologicznego Studentów UW im. Leona Petrażyckiego. W miesięczniku akademickim „Prawo” publikował artykuły o tematyce socjologicznej (m.in. Znaczenie socjologii dla nauki prawa, 1934; Pogłębianie podstaw socjologii, 1934). Po ukończeniu studiów aplikował w sądzie.
Od 1934 należał do ZHP. Był członkiem gromady starszoharcerskiej „Jeże” im. Teodora Tomasza Jeża; podharcmistrz, należał do grona liderów ruchu starszoharcerskiego, brał udział w kursach instruktorskich w USA i Szwecji (1937). W kampanii wrześniowej 1939 zmobilizowany jako podchorąży, wkrótce promowany na podporucznika. Działał w Szarych Szeregach; współpracował w redaktorem naczelnym pisma Szarych Szeregów „Źródło” Gustawem Niemcem. W mieszkaniu Ossowskiego pismo redagowano i powielano. Po aresztowaniu G. Niemca (marzec 1941) był wizytatorem Chorągwi Lubelskiej (Ul Zboże) i Chorągwi Radomskiej (Ul Rady) w Głównej Kwaterze Szarych Szeregów. Gestapo poszukiwało go listem gończym.
Mimo wojny kontynuował aplikację sądową oraz przygotowywał rozprawę doktorską O więzi społecznej pod kierunkiem prof. Jerzego Landego. Pracował jako referent w Głównym Urzędzie Rozdziału Zaopatrzenia Pracowników Miejskich w Warszawie; interwencja biura doprowadziła do zwolnienia go z więzienia po zatrzymaniu w 1942.
Wiosną 1944 został członkiem Rady Wychowawczej Grup Szturmowych Szarych Szeregów (kierowanej przez Józefa Zawadzkiego), opiekował się tworzącą 3 kompanią batalionu „Zośka”. W dniu wybuchu powstania warszawskiego został mianowany harcmistrzem, następnego dnia poległ na Ochocie. Pochowany na cmentarzu Powązki Wojskowe w Warszawie (kwatera A20-6-27).